# Маркелл Танжерский
Святой Марке́лл Танже́рский (исп. San Marcelo) — христианский святой, мученик. Пострадал в правление императора Максимиана.
Маркелл был одним из центурионов легиона Траяна. Во время празднования дня рождения императора Максимиана отказался участвовать в языческом жертвоприношении, сбросил с себя амуницию и знаки различия, открыто объявил о своей христианской вере и нежелании служить императору, если для этого требуется поклонение римским богам. Не желая смерти центуриона, командир легиона Фортунат довёл о происшествии в Рим. Тем не менее Маркелл предстал перед префектом Тингиса Аурелием Агриколаном, был признан виновным в нарушении присяги и усечён мечом 30 октября 298 года.
Протоколист Кассиан, возмутившись приговором, также объявил себя христианином и был казнён 3 декабря.
Мощи святого Маркелла в 1471 году были обретены нетленными в Танжере и в 1493 году перенесены в Испанию королём Альфонсом V Португальским. В настоящее время они хранятся в крипте храма святого Маркелла в Леоне. С давних времён святой Маркелл почитается покровителем этого города.